# 膠東郡
膠東郡（こうとう-ぐん）は、中国にかつて存在した郡。秦代から漢代にかけて、現在の山東省青島市一帯に設置された。

## 概要
秦代に琅邪郡を分割して、膠東郡が置かれた。
紀元前206年、項羽により田巿が膠東王に封じられ、膠東国が置かれた。田巿が田栄に殺害されると、膠東国は消滅した。
前漢の初年、斉国に属した。紀元前164年（文帝16年）、白石侯劉雄渠が膠東王となり、膠東国が置かれた。紀元前154年（景帝3年）、膠東王劉雄渠が呉楚七国の乱に参加して敗れると、膠東国は膠東郡と改められた。紀元前153年（景帝4年）、劉徹（後の武帝）が膠東王となり、膠東郡は膠東国と改められた。膠東国は青州に属し、即墨・昌武・下密・壮武・郁秩・挺・観陽・鄒盧の8県を管轄した。王莽のとき、郁秩郡と改められた。
24年（更始2年）、更始帝が朱鮪を膠東王に封じ、膠東国が置かれた。37年（後漢の建武13年）、膠東国は廃止され、北海郡に編入された。